# Денсон (підводна гора)
54°3′34″ пн. ш. 137°25′1″ зх. д. / 54.05944° пн. ш. 137.41694° зх. д.

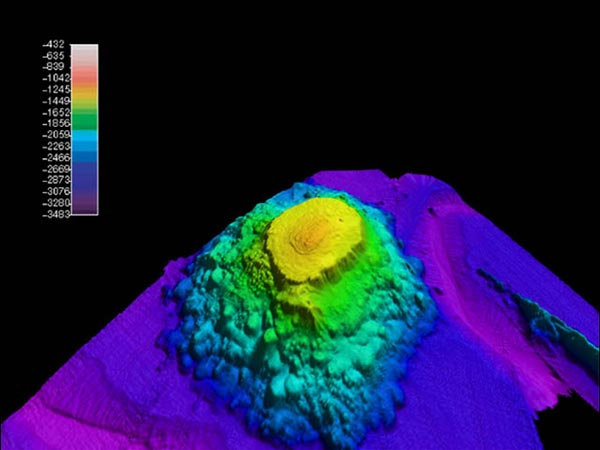
Багатопроменеве зображення підводної гори Денсон (вид з південного сходу)

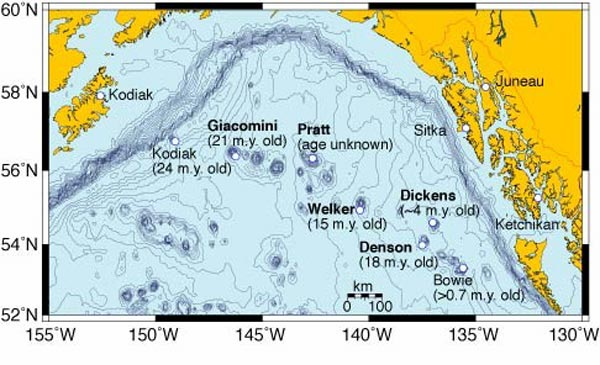
Розташування підводних гір Кадьяк

Підводна гора Денсон (англ. Denson Seamount) — підводний вулкан в хребті Кадьяцьких підводних гір, вік якого оцінюється у 18 мільйонів років. Він розташований на південному краю хребта, поблизу канадсько-американського морського кордону.
Підводна гора Денсон була одним з підводних вулканів в затоці Аляска, які були досліджені під час експедиції 2004 року. За словами Ренді Келлер з Орегонського університету, метою експедиції було отримання кращого розуміння геологічної історії п'яти раніше не досліджених підводних гір в затоці Аляска. Щоб досягти цього, науковці створили повну батиметричну карту кожної підводної гори та її околиць, а також зібрали зразки гірських порід з усіх можливих глибин.
6 серпня 2004 року пілотований підводний апарат «Алвін» занурився біля підводної гори Денсон і зібрав зразки базальтових порід, щоб спробувати визначити вік підводної гори. Дослідження було складним, оскільки солона вода з часом змінила вулканічну породу, але в результаті лабораторних тестів було встановлено, що підводній горі Денсон приблизно 18 мільйонів років. Команда використовувала батиметричне картографування для створення тривимірного зображення підводної гори Денсон та її околиць.